# Stavrós (ort i Grekland, Grekiska fastlandet, lat 38,64, long 23,61)
Stavrós är en ort i Grekland.   Den ligger i regionen Grekiska fastlandet, i den östra delen av landet, 70 km norr om huvudstaden Aten. Stavrós ligger 371 meter över havet och antalet invånare är 311. Den ligger på ön Euboia.
Terrängen runt Stavrós är lite bergig. Runt Stavrós är det ganska tätbefolkat, med 75 invånare per kvadratkilometer. Närmaste större samhälle är Chalkída, 19,3 km söder om Stavrós. Trakten runt Stavrós består till största delen av jordbruksmark.